# Gor'kij vkus buziny
Gor'kij vkus buziny (in russo Горький вкус бузины?) è un singolo della cantante russo-statunitense Ljubov' Uspenskaja, pubblicato il 11 ottobre 2014 su etichetta discografica United Music Group.

## Video musicale
Il video musicale, diretto da Aleksej Golubev, è stato reso disponibile il 5 settembre 2015. I ruoli principali sono stati interpretati da Vjačeslav Razbegaev e Vilma Kutavičiūtė.

## Tracce
Testi di Michail Guceriev, musiche di Igor' Azarov.
Download digitale
1. Gor'kij vkus buziny – 3:48

## Classifiche
| Classifica (2015) | Posizione massima |
| ----------------- | ----------------- |
| Russia            | 11                |